# Wim Addicks
Wim Addicks (Amsterdam, 28 agosto 1896 – Amsterdam, 8 luglio 1985) è stato un calciatore olandese, di ruolo attaccante.